# Cabanas de Tavira
Cabanas de Tavira (portug. für „Hütten von Tavira“) ist ein Ort und eine ehemalige Gemeinde (Freguesia) und ein ehemaliges Fischerdorf im portugiesischen Kreis Tavira. Die Gemeinde hatte 1090 Einwohner (Stand 30. Juni 2011).
Belegt ist eine Siedlung an diesem Ort seit 1734.
Mit der Gebietsreform am 29. September 2013 wurden die Gemeinden Cabanas de Tavira und Conceição zur neuen Gemeinde União das Freguesias de Conceição e Cabanas de Tavira zusammengeschlossen.